# Alicia Coutts
Alicia Coutts (née le 14 septembre 1987 à Brisbane) est une nageuse australienne en activité spécialiste des épreuves de quatre nages, de papillon et de nage libre.

## Biographie
En 2008, elle participe à sa première compétition internationale avec les Jeux Olympiques 200 à Pékin (Chine) où elle finit cinquième du 200 m 4 nages mais une opération des intestins l'année suivante lui fait louper les Championnats du monde à Rome (Italie).
En 2013, aux Championnats du monde 2013 à Barcelone (Espagne), elle fond en larmes après la deuxième place des Australiennes lors du relais 4 × 100 m féminin. Alors que son pays menait les 350 premiers mètres, elle s'est fait rattraper dans la dernière longueur par l'Américaine Megan Romano.

## Palmarès

### Jeux olympiques
| Épreuve              | Édition          | Édition               |
| Épreuve              | Pékin 2008       | Londres 2012          |
| 100 m papillon       | -                | Bronze 56 s 94        |
| 200 m quatre nages   | 5e 2 min 11 s 43 | Argent 2 min 8 s 15   |
| 4 × 100 m nage libre | -                | Or 3 min 31 s 15      |
| 4 × 200 m nage libre | -                | Argent 7 min 44 s 41  |
| 4 × 100 m 4 nages    | -                | Argent 3 min 54 s 102 |

### Championnats du monde
| Épreuve                | Édition              | Édition              |
| Épreuve                | Shanghai 2011        | Barcelone 2013       |
| 100 m nage libre       | 6e 53 s 81           | —                    |
| 100 m papillon         | Argent 56 s 94       | Argent 56 s 97       |
| 200 m quatre nages     | Argent 2 min 9 s 00  | Argent 2 min 9 s 39  |
| 4 × 100 m nage libre   | 5e 3 min 36 s 70     | Argent 3 min 32 s 43 |
| 4 × 200 m nage libre   | —                    | Argent 7 min 47 s 08 |
| 4 × 100 m quatre nages | Bronze 3 min 57 s 13 | Argent 3 min 55 s 22 |

### Jeux du Commonwealth et Championnats pan-pacifiques
| Épreuve                | Jeux du Commonwealth | Championnats pan-pacifiques        |
| Épreuve                | Delhi 2010           | Irvine 2010                        |
| 100 m nage libre       | Or 54 s 09           | 2e de la finale B 54 s 77          |
| 200 m nage libre       | —                    | 17e temps des séries 1 min 59 s 89 |
| 100 m papillon         | Or 57 s 53           | Bronze 57 s 99                     |
| 200 m quatre nages     | Or 2 min 9 s 70      | 5e 2 min 11 s 88                   |
| 4 × 100 m nage libre   | Or 3 min 36 s 36     | Argent 3 min 38 s 06               |
| 4 × 100 m quatre nages | Or 3 min 56 s 99     | Argent 3 min 56 s 96               |

## Records personnels
| Épreuve            | Temps        | Compétition           | Lieu            | Date            |
| 100 m nage libre   | 53 s 78      | Championnats du monde | Shanghai, Chine | 28 juillet 2011 |
| 100 m papillon     | 56 s 94      | Championnats du monde | Shanghai, Chine | 25 juillet 2011 |
| 200 m quatre nages | 2 min 9 s 00 | Championnats du monde | Shanghai, Chine | 25 juillet 2011 |

| Épreuve            | Temps        | Compétition              | Lieu              | Date         |
| 100 m nage libre   | 55 s 03      | Championnats d'Australie | Hobart, Australie | 9 août 2009  |
| 200 m quatre nages | 2 min 9 s 23 | Championnats d'Australie | Hobart, Australie | 11 août 2009 |